# Cetola costata
Cetola costata är en fjärilsart som beskrevs av M.Gaede 1915. Cetola costata ingår i släktet Cetola och familjen nattflyn. Inga underarter finns listade i Catalogue of Life.